# Marketing mix

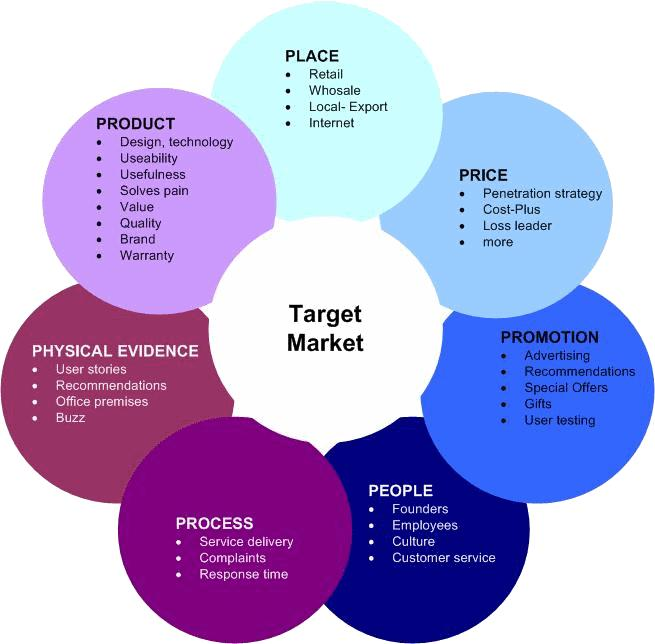
1980. Le marketing mix à 7P des services : Produit, Place, Prix, Promotion, People, Processus, Preuve physique adopté en 2009 par le CIM.

Le marketing mix ou mix marketing ou mix est, en marketing management opérationnel, l'ensemble des domaines opérationnels dans lesquels il faut élaborer des stratégies. C'est un processus d’échange de valeur facilité par les 4 P : produit, promotion, placement et prix. 
Ne comptant longtemps et traditionnellement que 4 domaines de décisions, celles relatives au produit, au prix, au point-de-vente et à la publicité-promotion, le marketing mix compte aujourd'hui plus de domaines.
Le Chartered Institute of Marketing, la plus importante association mondiale de professionnels du marketing, 40 000 membres, a adopté en 2009 un marketing mix à 7 variables
Retailing mix est l'équivalent du marketing mix appliqué à un point-de-vente, une enseigne de distribution (Carrefour, Leclerc, Casino, etc.) ou un centre commercial (par exemple Qwartz, etc.)
Traffic mix est proposé pour application aux lieux de prestation de service en général (hôtels, parcs d'attraction, stations de sports d'hiver, etc.).

## Origine du terme
Le terme « marketing mix » se diffuse après la publication en 1964 de l'article de Neil H. Borden intitulé « le concept de Marketing-mix » . Borden avait d'ailleurs déjà utilisé le mot dans son enseignement dès les premières années 1940 après que James Culiton eut décrit le « Marketing manager » comme un « mélangeur d'ingrédients ». Pour Borden, ces ingrédients incluent douze éléments : le plan produit, la tarification, la marque, les canaux de distribution, la vente personnelle, la publicité, les promotions, le packaging, la présentation, le service, la manutention, la recherche et l'analyse des faits et données.
Il reviendra plus tard à E. Jerome Mc Carthy d'opérer un regroupement de ces éléments dans une présentation plus synthétique en 4 catégories, sous la dénomination des « 4P ».

## Enjeux
Le marketing mix est un mode de répartition d'analyse du marketing. L'objet du marketing étant l'analyse du marché, il avait été choisi par l'usage (de manière arbitraire) de l'analyser par cet outil mnémotechnique simple que sont les 4P. Certains préfèraient parler des 5P, ajoutant le P de Personnes, soit les consommateurs dans le marketing mix. L'analyse doit être répartie, car il n'est pas possible de réaliser raisonnablement une analyse identique dans des situations aux produits, lieux, mode de communication et prix très différents. Ces éléments portent en eux, en effet, le sens final de l'analyse du marché, c'est-à-dire a priori la recherche de l'identité des clients. La description de l'identité des clients est donc une conséquence (et non une cause) de l'analyse.
La simplicité de la répartition est un point important à respecter à des fins d'intégration du marketing au sein de sciences de l'organisation (management) et plus particulièrement des sciences économiques. En effet, le marketing mix doit laisser l'opportunité d'un contrôle du marketing (son coût par exemple). Ceci n'est possible que si la répartition aboutit à l'utilisation d'indicateurs de gestion permettant de rapprocher la stratégie marketing de la stratégie d'entreprise. Il faut en effet rappeler que l'objet du marketing est d'obtenir les économies d'échelles par des ventes plus importantes ou plus généralement l'efficience qui va permettre la performance de l'entreprise.
La distinction de la stratégie marketing et celle plus globale de l'entreprise peut aussi enfin être considérée comme une cause de la répartition en 4 parties du marketing mix. La stratégie d'entreprise se focalise sur la notion de processus que ne peut intégrer simplement une stratégie marketing focalisée dans les faits sur les produits, la publicité, le lieu de distribution et le prix. C'est que les synergies organisationnelles de l'activité peuvent être éloignées des objectifs du service marketing. Ainsi, le marketing mix étendu tend à intégrer des éléments analysés en amont par la stratégie globale de l'entreprise.
D'après Philippe Villemus, « pour optimiser le profit de l'entreprise, la pratique du marketing consiste à construire son offre, compte tenu de la demande, du jeu des autres et des moyens dont on dispose dans un cadre politique choisi ».

## Stratégie marketing et marketing mix

### Démarches préalables
Faire son marketing mix, c’est établir de manière opérationnelle sa stratégie marketing. On définit ce que l’on vend, comment, où, pourquoi et toutes les variables nécessaires à la mise en vente d’un produit ou d'un service dans les meilleures conditions de marché. Les démarches préalables à la définition du marketing mix — (la stratégie marketing) — sont le diagnostic interne/externe de l'entreprise, la segmentation du marché, le positionnement de la marque et de chacun de ses produits ou services.
Le diagnostic aboutit à la définition d'objectifs en termes de segmentation du marché, qui permettra à l'entreprise d'envisager certaines sources de volume de vente.

## Les quatre politiques du marketing mix traditionnel (1960)

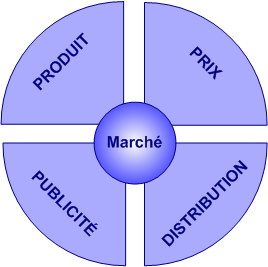
1960. Les quatre politiques : une répartition traditionnelle des domaines de décision marketing relatives à un produit simple.

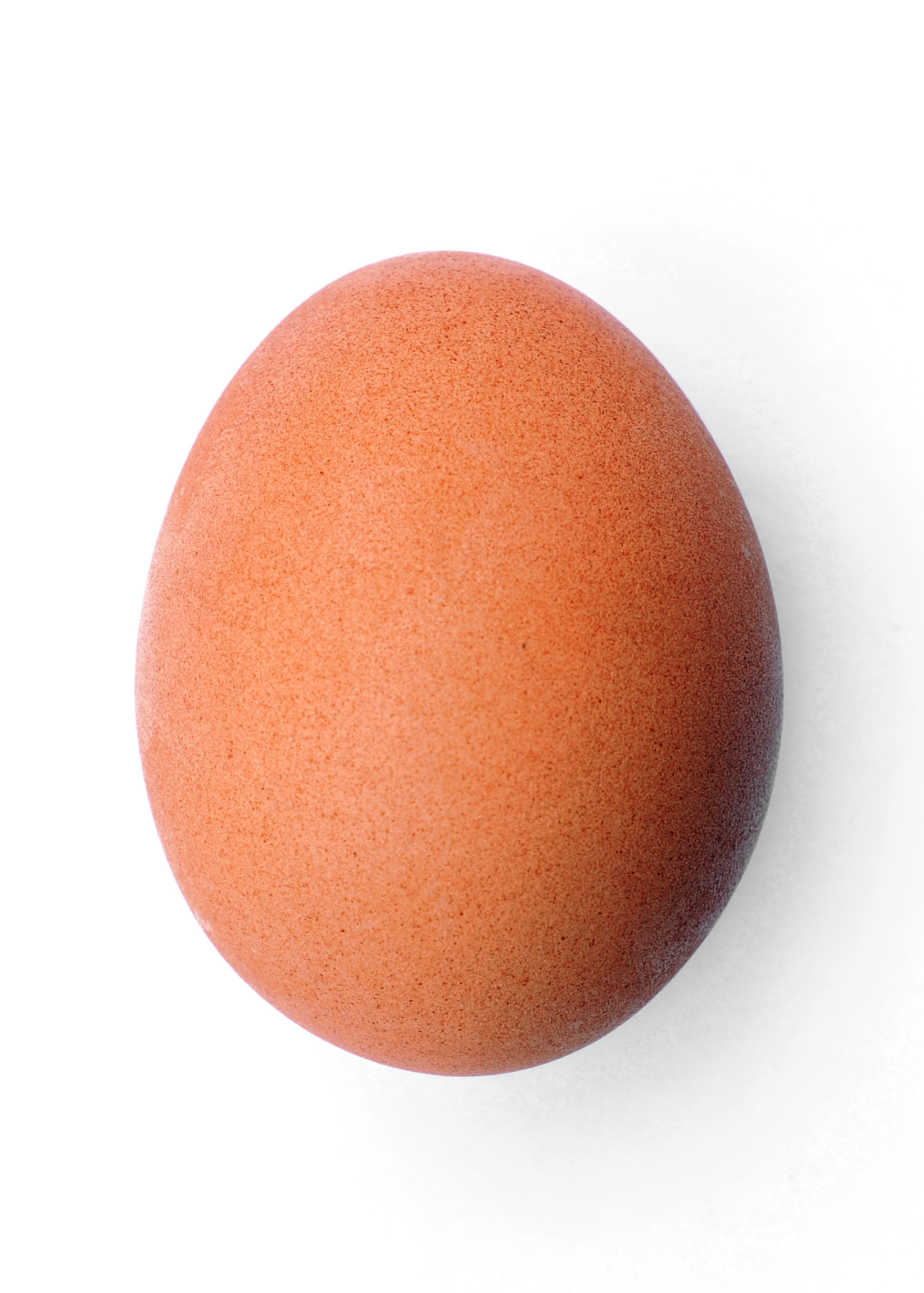
Plus d'œufs vendus en vrac. Même vendre des œufs suppose un marketing-mix élaboré.

Le marketing mix se fondait essentiellement selon Jerome McCarthy (1960), largement vulgarisé par Philip Kotler sur la règle dite des 4P, ces quatre politiques définissent le produit au sens large et ses implications commerciales au plan :
- Product : la politique de produit (choix de la gamme de produits : profondeur de gamme, largeur de gamme, etc.). Le mot produit est employé au sens générique et comprend les prestations liées aux produits (emballage, aide à l'utilisation, maintenance...) mais aussi tout le secteur des services en général qui, dans la société post-industrielle, représentent une part de plus en plus grande des offres marketing.
- Price : la politique de prix (ex. : écrémage, pénétration, prix d'acceptabilité, rentabilité, etc.)
- Place : la politique de distribution (choix du réseau et des canaux de distribution, force de vente, etc.). La distribution inclut également le commerce électronique.
- Promotion : la politique de communication (choix du type publicité, promotion, marketing direct, relations publiques, etc.).

### Aboutissement opérationnel: le plan marketing
On aboutit au plan marketing de la période considérée lorsque les actions concernant ces quatre domaines sont :
- programmées pour une durée donnée (par exemple une année),
- chiffrées (budgets, objectifs de résultats...)
- avec leur détail par produit, segments de clientèle et unités de l'entreprise,
- et une explicitation des moyens affectés et des actions de terrain correspondantes.

## Évolutions du modèle des 4P
Bien que le modèle 4P soit l'un des plus connus de l'analyse marketing et encore un des plus enseignés aujourd'hui, il est fortement contesté depuis 1980 par celui de Bernard Booms & Mary Bitner

### Le modèle des 7P (1980)
Dans le cas particulier des services et des points-de-service, ( CIC, Carrefour, Accor, Club Med, etc.) le modèle dit « des 7P » propose d'enrichir le modèle de base en ajoutant d'autres catégories comme :
- Process : caractérisée par l'interaction avec le client (ex : accueil, conseil, horaires d'ouverture, etc.).
- People : capacités de la force de vente (ex : présentation, formation, etc.).
- Physical evidence ou « Physical support » (support physique) : composantes matérielles du magasin (ex : vitrine, organisation des rayons, etc.), du service (ex : rapport annuel pour un expert-comptable, relevé de compte, carnet de chèque, ou carte bancaire pour une banque), ou identifiant le personnel, qui fait partie intégrante de la production pour un service (ex : uniforme ou tenue du personnel).

Cible (Target Market)
| Produit             | Place     | Prix                     | Promotion        | People               | Processus               | Preuve physique    |
| ------------------- | --------- | ------------------------ | ---------------- | -------------------- | ----------------------- | ------------------ |
| Design              | Détail    | Stratégie de pénétration | Publicité        | Fondateur            | Accueil                 | Vitrine            |
| Technologie         | Grossiste | Cost-Plus                | Offres spéciales | Employés             | Conseil                 | Uniforme (UPS)     |
| Ergonomie           | Proximité | Cost leader              | Cadeau           | Culture              | Horaires d'ouverture    | Témoignages        |
| Utilité             | Export    | Yield                    | —                | Service consommateur | Essais                  | Charte graphique   |
| Pouvoir analgésique | Internet  | Forfait                  | —                | Employés en contact  | Participation du client | Facture            |
| Valeur              | —         | —                        | —                | —                    | —                       | Supports physiques |
| Qualité             | —         | —                        | —                | —                    | —                       | Signalétique       |
| Marque              | —         | —                        | —                | —                    | —                       | —                  |
| Garantie            | —         | —                        | —                | —                    | —                       | —                  |

#### Controverses sur l'enrichissement du modèle des 4P
Les défenseurs du modèle dit des 4P doutent de la validité de ces compléments. Pour eux, le « Process » est essentiellement un problème lié au produit. Le « People » est essentiellement lié tantôt à la production, donc au produit, ou parfois à la promotion. Le « Physical evidence » fait partie de la promotion.

### Bascule du modèle central: 4P ⇒ 4C (1990)
Pour Robert Lauterborn (1990), les 4P ont fait leur temps, les C-words prennent le dessus :
Une nouvelle formulation s'impose, celle des 4C :
- P ⇒ CONSOMMATEUR : « Oubliez le produit. Étudiez les désirs et besoins du consommateur. (...) On ne peut vendre que ce qu'un consommateur veut acheter. La frénésie d'achat est terminée. (...) Il faut le séduire en le considérant un par un, avec le quelque chose qu'il désire de façon particulière »
- P ⇒ COÛT : « Oubliez le prix. Comprenez le coût pour le consommateur de la satisfaction de son désir ou besoin. L'enjeu si vous vendez des hamburgers n'est pas d'offrir un hamburger de plus pour quelques centimes de plus ou de moins. C'est le coût du temps nécessaire pour se rendre chez vous, de la conscience de manger de la viande, et peut-être le coût de la culpabilité de ne pas bien traiter ses enfants. La valeur n'est plus dans le fait d'offrir le plus gros hamburger pour le plus petit prix. C'est une équation complexe induisant autant de solutions valides que de catégories de clients. »
- P ⇒ COMMODITÉ : « Oubliez le placement. Pensez à la commodité d'achat. Les gens n'ont plus la nécessité d'aller quelque part dans cette époque où les catalogues, les cartes de crédit, les téléphones sont présents chez eux. Et lorsqu'ils décident de se déplacer, ils ne vont pas forcément chez Kroger's. (...) Pensez plus loin que ces nets et jolis points de vente que vous avez investis pendant des années. Efforcez vous de connaitre comment chaque sous-segment du marché préfère acheter et soyez présents partout.».
- P ⇒ COMMUNICATION : « Oubliez les promotions. Le mot est « communication » . Toute bonne publicité crée un dialogue. La promotion des années 1960 vient de nous, va vers l'extérieur, est manipulatrice. La communication des années 1990 vient du client, se veut coopérative. Ce contraste est en fait la différence fondamentale entre les 4P qui ont servi si bien et si longtemps et les 4C qui pourraient bien être la clé de succès, alors que nous quittons le second millénaire.».

### 7C - Modèle boussole (7C compass model- 1979)
- Koichi Shimizu (1972), les 4P ont fait leur temps, les C-words prennent le dessus[5] :
- (C1):Corporation(C-O-S: Competitor-Organiztion-Stakeholder): Société – Le cœur de quatre Cs est la société (la compagnie et non l'organisation de profit). Parce que(organisation, concurrent, partie prenante) dans la société. Des questions à se poser au niveau stratégique... Make or Buy? Se recentrer sur son cœur d’activité SaaS ou PaaS/IaaS? Outil différentiant... Contrôle ou agilité ? Tout outsourcer ou ne rien outsourcer ? Créer une matrice personnalisée Control vs Agility (Behnia, et al., 2008).

- Les quatre C du modèle ７Cs Compass

Une approche formelle de ce mix marketing axé sur le client est connue sous le nom de Four Cs (Commodity, Cost, Communication, Channel) dans le ７Cs Compass Model. Le modèle des quatre C fournit une version centrée sur la demande / le client, une alternative au modèle familier des quatre P du côté de l'offre (produit, prix, lieu ou lieu, promotion) de la gestion du marketing.
- -     - Produit→ Commodity (article de marchandise)
    - Prix → Coût (Coût)
    - Promotion → Communication
    - Emplacement → Canal
- (C2) Commodity -(sens originel du latin : Commodus = confort) : le produit destiné aux consommateurs ou aux citoyens. produit no.
- (C3) Coût - (sens originel du latin : je dirai que vous faites des sacrifices) : production, vente, coût d'achat et coût social.
- (C4) Canal - (le sens original est un canal) : flux de marchandises : canaux de commercialisation.
- (C5) Communication -(sens originel du latin : Communio échange de sens) : communication marketing : ne pas promouvoir les ventes.

La boussole des consommateurs et des circonstances (environnement) sont :
- (C6):Consommateur: – (L'aiguille de boussole au consommateur) Les facteurs rattachés aux consommateurs peuvent être expliqués par le premier caractère de quatre directions marquées sur le modèle de boussole. Ceux-ci peuvent être souvenus par les directions capitales, dorénavant le modèle de boussole de nom :
  -     - N = Needs (les besoins)
    - W = Wants (les envies)
    - S = Security (la sécurité)
    - E = Education (l'éducation de consommateur)

[ Early adopters du Cloud Public ] Courbe d’adoption de l’innovation (Rogers, 1962). Une infrastructure (et applications) existante difficile à migrer ; Contexte social difficile (change management) ; Problématiques juridiques importantes (protection des données); Comformité ; Besoin de sécurité extrême (règles très dures) ; ou Pas d’activité saisonnière.
- (C7):Circumstances – (L'aiguille de boussole aux circonstances) En plus du consommateur, il y a des facteurs environnementaux externes incontrôlables différents encerclant les compagnies. Ici il peut aussi être expliqué par le premier caractère des quatre directions marquées sur le modèle de boussole :
  -     - N = National et international (Politique, juridique et éthique) l'environnement,
    - W = Weather (le Temps),
    - S = E Social et culturel,
    - E= Économique Ceux-ci peuvent aussi être souvenus par les directions capitales marquées sur une boussole.

#### Spécificité des services
La légitimité du modèle des 4P est aussi remise en cause au motif que ce modèle ne concernerait :
- que les produits et services destinés aux particuliers
- ou plus radicalement qu'il ne pourrait valablement concerner les activités de service dans leur ensemble.

### Lovelock (1996)
Des auteurs, notamment Berry (1985), Eiglier et Langeard (1987) ou encore C. Lovelock (1996) ont proposé un nouveau modèle. Celui-ci tient compte des spécificités de la servuction (création d'un service) qui sont l'intangibilité, mais aussi l'hétérogénéité et le caractère périssable de ceux-ci ainsi que la coproduction. Cette dernière caractéristique, centrale, justifie que le client, participant à la production du service, soit particulière sensible au processus, aux évidences physiques perçues au cours de ce dernier et au comportement du personnel en contact. Ne pouvant évaluer a priori le service, de fait de ses attributs d'expérience voir de croyance, le consommateur va s'appuyer sur son expérience de service pour évaluer le service. Les modèles de servuction et le modèle 7P sont donc très complémentaire mais l'approche de Pierre Eiglier et E. Langeard permet de comprendre la dualité des services (Eiglier, 2004) et l'impossibilité de traiter séparément, dans les services les questions liées au marketing de celles liées à la production.

### Le modèle 5p2i (2002)
La définition d'un positionnement au sein de la segmentation va nourrir l'image de marque de l'entreprise. Élaborée à partir de l'identité de la marque, définie comme une identité en mouvement, une nouvelle approche propose un marketing-mix élargi à 7 variables (5p2i) : politiques de produits/services, de tarification, de distribution, de communication, politique de partenariat, identité sensorielle et innovation,.

### Le modèle SAVE (2013)
Le modèle SAVE a été mis au point par Richard Ettenson, Eduardo Conrado, et Jonathan Knowles dans une étude intitulée « Rethinking the 4 P’s » publiée en janvier 2013 par Harvard Business Review. Il est présenté comme une évolution du modèle des 4P afin de couvrir les problématiques récentes du marketing B2B.
SAVE est l’acronyme des termes suivants :
- Solution (Solution) : Présenter un produit par les besoins qu'il comble plutôt que par ses caractéristiques (fonctionnalités, avantages technologiques...).
- Acces (Accès) : Développer une présence multi-canal afin de considérer l'ensemble de l'expérience d'achat du client, plutôt que de se focaliser sur un seul canal ou lieu de vente.
- Value (Valeur) : Communiquer sur le bénéficie, la valeur apportée par le produit plutôt que d'expliquer son coût (production, concurrence).
- Education (Education) : Fournir des informations utiles et personnalisées aux besoins des clients à chaque point de contact plutôt que de s'appuyer sur une communication globale.

### Framework de Dawn Iacobucci (2014)
Le Framework de Dawn Iacobucci  Pour elle, le marketing est une méthode dont l'algorithme est : 5C, STP, 7P's.
Que l'on peut améliorer en PESTEL, 3C, STP, 7P'S

### Éclatement du modèle central

#### Impact des NTIC dans la relation avec les clients
Plus récemment le marketing-mix n'a pu échapper à l'impact des NTIC ( Nouvelles technologies de l'information et de la communication ). L'implication et la participation croissante du consommateur dans la relation d'échange via les techniques du Web 2.0 et plus particulièrement du Marketing 2.0 a ouvert un monde d'opportunités que le marketing-mix ne peut négliger.

#### Opportunité d'un positionnement en termes de marque
Côté entreprise, l'intérêt de la marque (marketing) s'est affirmé pour affronter des marchés :
- tantôt saturés, où il s'agit de se «démarquer» d'une concurrence indifférenciée et/ou de fidéliser une base client profitable grâce à « l'effet Loyauté » [10]
- tantôt fortement innovants, où il faut réussir l'introduction d'un nouveau concept, qu'il s'agit de faire découvrir et agréer par un consommateur qu'il s'agit dans un premier temps de conquérir et puis de fidéliser lorsque les offreurs challengers se mettent à suivre le mouvement et font à leur tour des offres en vue de participer à la croissance du marché.

## Le marketing mix des distributeurs
Appelé aussi Retailing mix.